# Notonecta
Notonecta is een geslacht van wantsen uit de familie van de Notonectidae (Bootsmannetjes). Het geslacht werd voor het eerst wetenschappelijk beschreven door Linnaeus in 1758.

## Soorten
Het genus bevat de volgende soorten:

- Notonecta amplifica Kiritshenko, 1930
- Notonecta arabiensis Hungerford, 1926
- Notonecta australis Olivier, 1811
- Notonecta bicirca Hungerford, 1926
- Notonecta bicircoidea Hungerford, 1928
- Notonecta bifasciata Guérin-Méneville, 1844
- Notonecta borealis Bueno & Hussey, 1923
- Notonecta canariensis Kirkaldy, 1897
- Notonecta cantalensis Nel & Paicheler, 1992
- Notonecta ceres Kirkaldy, 1897
- Notonecta chinensis Fallou, 1887
- Notonecta colombiana Hungerford, 1933
- Notonecta compacta Hungerford, 1925
- Notonecta confusa Hungerford, 1930
- Notonecta distinctoidea Hungerford, 1930
- Notonecta disturbata Hungerford, 1926
- Notonecta fazi Hungerford, 1930
- Notonecta glauca Linnaeus, 1758
- Notonecta halophia Edwards, 1918
- Notonecta handlirschi Kirkaldy, 1897
- Notonecta hintoni Hungerford, 1933
- Notonecta hoffmanni Hungerford, 1925
- Notonecta huincamoreni Bachmann, 1962
- Notonecta hungerfordi J. Polhemus, 1993
- Notonecta impressa Fieber, 1851
- Notonecta inca Mazzucconi, 2000
- Notonecta indica Linnaeus, 1771
- Notonecta indicoidea Hungerford, 1927
- Notonecta insulata Kirby, 1837
- Notonecta irrorata Uhler, 1879
- Notonecta itatiaia J.F. Barbosa & Nessimian, 2013
- Notonecta kiangsis Kirkaldy, 1897
- Notonecta kirbyi Hungerford, 1925
- Notonecta kirkaldyi Martin, 1902
- Notonecta lactitans Kirkaldy, 1897
- Notonecta lobata Hungerford, 1925
- Notonecta lunata Hungerford, 1926
- Notonecta lutea O.F. Müller, 1776
- Notonecta maculata Fabricius, 1794
- Notonecta marginata Müller, 1776
- Notonecta mazzoniae Petrulevičius, Nel & Sallenave, 2010
- Notonecta meinertzhageni Poisson, 1932
- Notonecta melaena Kirkaldy, 1897
- Notonecta meridionalis Poisson, 1926
- Notonecta mexicana Amyot & Serville, 1843
- Notonecta minuta Gmelin, 1790
- Notonecta minutior Sulzer, 1776
- Notonecta montandoni Kirkaldy, 1897
- Notonecta montezuma Kirkaldy, 1897
- Notonecta nigra Fieber, 1851
- Notonecta obliqua Gallén in Thunberg, 1787
- Notonecta ochrothoe Kirkaldy, 1897
- Notonecta pallidula Poisson, 1926
- Notonecta penecompacta Hungerford, 1938
- Notonecta penelobata Hungerford, 1938
- Notonecta peruviana Hungerford, 1933
- Notonecta petrunkevitchi Hutchinson, 1945
- Notonecta polystolisma Fieber, 1851
- Notonecta primaeva (Von Heyden, 1859)
- Notonecta pulchra Hungerford, 1926
- Notonecta raleighi Torre-Bueno, 1907
- Notonecta repanda Hungerford, 1933
- Notonecta reuteri Hungerford, 1928
- Notonecta robusta Hungerford, 1932
- Notonecta saramao Esaki, 1932
- Notonecta sellata Fieber, 1851
- Notonecta shooteri Uhler, 1894
- Notonecta spinosa Hungerford, 1930
- Notonecta thomasi Hungerford, 1937
- Notonecta triguttata Motschulsky, 1861
- Notonecta uhleri Kirkaldy, 1897
- Notonecta undulata Say, 1832
- Notonecta unifasciata Guérin-Méneville, 1857
- Notonecta variabilis Fieber, 1852
- Notonecta vereertbruggheni Hungerford, 1928
- Notonecta vetula Zhang et al., 2012
- Notonecta violacea Kirkaldy, 1897
- Notonecta virescens Blanchard, 1852
- Notonecta viridis Delcourt, 1909
- Notonecta xyphiale (Popov, 1964)